# Löwenströmska lasarettet
Löwenströmska lasarettet est une localité de Suède dans la commune d'Upplands Väsby située dans le comté de Stockholm.
Son nom est celui de son hôpital : Gustaf Adolf Anckarström s'est renommé Löwenström et a fondé cet hôpital en pénitence après l'assassinat par son frère Jacob Johan Anckarström du roi Gustave III.
Sa population était de 610 habitants en 2019.